# Уйе
Уйе (на френски: Houyet) е селище в Южна Белгия, окръг Динан на провинция Намюр. Населението му е около 4500 души (2006).